# Els Pets
Els Pets est le nom d'un groupe catalan de rock et pop-rock, avec Lluís Gavaldà à la tête. Les autres membres du groupe sont Joan Reig, batterie, et Falin Cáceres, basse. Dans les deux premiers disques il y avait aussi le guitariste Ramon Vidal. Au groupe fondateur on doit y ajouter aussi Jordi Picazos (guitare), Marc Grasas (guitare et voix) et Joan Pau Chaves (clavier).

## Discographie
- Maqueta (1985)
- Els Pets (1989)
- Calla i Balla (1991)
- Fruits Sex (1992)
- Brut Natural (1994)
- Vine a la Festa (1995).
- Bondia (1997)
- Sol (1999)
- Respira (2001)
- Malacara (2002). Recueil.
- Agost (2004)
- Això és espectacle (2006).
- Com anar al cel i tornar (2007)
- Fràgil (2010)
- Fan teatre (2011).